# فن‌کویل

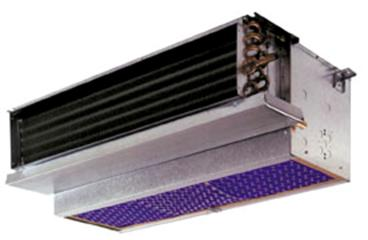
فن کویل

فن کویل (به انگلیسی: Fan coil) دستگاهی جهت سرمایش و گرمایش و به‌طور کلی تهویه مطبوع در ساختمان‌های مسکونی، تجاری و صنعتی می‌باشد که انواع مختلفی دارد.

## اجزای تشکیل دهنده
یک فن کویل از اجزای زیر تشکیل شده‌است:
1. فن
2. کویلهای گرمایش و سرمایش که معمولاً از لوله‌های مسی با پره‌های آلومینیومی ساخته می‌شوند.
3. فیلتر هوای قابل تعویض یا قابل شستشو
4. شیر فلکه
5. شیر هواگیری

در فن کویل‌ها درجه حرارت توسط ترموستات و مقدار رطوبت توسط هیومیدستات و مقدار هوا توسط فن و مقدار هوای تازه به روش‌های متداول کنترل می‌شود.

## انواع فن کویل
فن‌کویل‌ها را می‌توان به لحاظ محل نصب، روکار یا توکار بودن، و از لحاظ سرمایش و گرمایش و شکل ساختاری آن تقسیم‌بندی کرد. فن کویل‌های با ظرفیت بیش از 1200 CFM به نام داکت فن کوئل شناخته می‌شوند

### تقسیم‌بندی از لحاظ نوع نصب

#### فن کویل‌های زمینی
از انواع مختلف فن کویل مدل زمینی آن می‌باشد. این سری از مدل‌های ارائه شده دارای موقعیت نصب زمینی روکار هستند. بیشتر در سالن‌ها و راهروها به دلیل حجم کم و کارایی مطلوب مورد استفاده قرار می‌گیرند. دریچهٔ خروجی فن کویل زمینی به صورت مورب زن، روبه زن و بالازن طراحی و از این طریق دمای ایجاد شده به فضای اطراف منتقل می‌کند. به دلیل قرارگیری در فضای داخلی و تأثیر در دکوراسیون محیط، جنس و ظاهر آنها از اهمیت ویژه ای برخوردار است و افرادی که این مدل فن کویل را به منظور سیستم حرارتی و برودتی ساختمان خود در نظر دارند، ترجیح می‌دهند که فن کویلی با ظاهری شیک و لوکس خریداری نمایند.

#### فن کویل‌های سقفی
یکی از مدل‌های پرکاربرد که در اکثر ساختمان‌های اداری یا تجاری مورد استفاده قرار می‌گیرد نوع سقفی آن می‌باشد. فن کویل‌های سقفی در دو مدل کابین دار و بدون کابین طراحی و ساخته می‌شوند. و محل نصب و قرارگیری آنها درون سقف به صورت توکار یا روکار می‌باشد. به دلیل قرارگیری درون سقف جنس بدنه از اهمیت ویژه ای برخوردار است؛ بنابراین شرکت‌های سازندهٔ معتبر از ورق گالوانیزه محکم ضدزنگ برای ساخت بدنه و افزایش مقاومت آن در برابر زنگ زدگی مورد استفاده قرار می‌دهند. دریچهٔ خروجی آنها نیز در زیر دستگاه یا روبه روی آن قرار دارد.

#### فن کویل‌های دیواری
یکی دیگر از انواع فن کویل مدل دیواری آن می‌باشد. می‌توان گفت این سری از سیستم‌های تهویه مطبوع شکل ظاهری مانند اسپلیت‌های دیواری دارند، و محل قرارگیری آنها روی دیوار در فضای داخلی اتاق می‌باشد. ظاهر شیک و دکوراتیو این مدل فن کویل مورد توجه بسیاری از افراد قرار گرفته و به پرکاربردترین آنها تبدیل شده‌است. در ساختمان‌های اداری، تجاری و مسکونی بدون محدودیت به راحتی می‌توان از این سری سیستم‌های تهویه مطبوع به منظور ایجاد هوایی مطبوع بهره‌مند شد، و از ظاهر زیبای آن در دکوراسیون بهره‌مند شد. از برندهای مطرح موجود در بازار می‌توان به فن کویل یوراما اشاره نمود، که علاوه بر ظاهری زیبا دارای عملکردی مطلوب و سطح کیفیت بسیار بالایی می‌باشند.

##### فن کویل کاستی
فن کویل کاستی در مدل‌های یکطرفه، دو طرفه و چهار طرفه با راندمان و بازدهی بسیار مطلوب تولید و در بازار موجود می‌باشند. این مدل فن کویل نیز درون سقف جایگذاری می‌شود تفاوت آن با مدل داکتی یا همان سقفی در این است که برای نصب مدل کاستی الزاماً سقف باید از نوع کاذب باشد و در سقف‌های دیگر امکان نصب و قرارگیری این مدل فن کویل وجود ندارد. به دلیل دسترسی همچنین استفاده بهینه از هوای تأمین شده به‌طور عمده دریچه‌های خروجی را با قابلیت تنظیم دستی یا اتوماتیک طراحی و اجرا می‌کنند.

### تقسیم‌بندی از لحاظ نوع سرمایش گرمایش
فن کویل‌ها از لحاظ نوع سرمایش و گرمایش در دو نوع دو لوله و چهار لوله هستند. فن کویل‌های دو لوله دارای یک لوله رفت و یک لوله برگشت هستند. فن کویل‌های چهار لوله، دارای دو لوله برای آمدن آب به کویل‌ها و دو لوله برای برگشت آب هستند. فن کویل‌های چهار لوله می‌توانند هم‌زمان آب سرد و گرم را وارد کویل‌های خود کنند. با این نوع فن کویل‌ها می‌توان بخشی از یک محیط را سرد و بخش دیگری را گرم کرد. در حالی که فن کویل‌های دو لوله در یک زمان تنها می‌توانند برای سرمایش یا گرمایش مورد استفاده قرار گیرند. علاوه بر این به خاطر آنکه سیستم لوله‌کشی آب سرد و گرم در یک ساختمان متفاوت است، تنها برای گرمایش یا سرمایش مورد استفاده قرار می‌گیرند.

## نحوه کار
فن کویلها معمولاً به دو صورت مورد استفاده قرار می‌گیرند. در حالت اول فن کویل فقط حرارت و برودت مورد نیاز را تأمین می‌کند و هوای تازه توسط هوارسان مرکزی و به وسیلهٔ کانال‌های توزیع هوا در سطح محل منتشر می‌گردد تا تهویه مناسب در محل مورد نظر انجام گیرد. در این حالت میزان بار سرمایی و گرمایی توسط ترموستات بکار رفته در فن کویل و با خاموش و روشن شدن فن تنظیم می‌گردد. در حالت دوم علاوه بر تأمین حرارت و برودت مورد نیاز، وظیفه تأمین هوای تازه را نیز بعهده دارد. بدین صورت که فن دستگاه، هوای تازه را از طریق دریچه تعبیه شده در پشت فن کویل گرفته و در محل پخش می‌کند. از محاسن این روش می‌توان به کاهش هزینه‌های مربوط به سیستم هوارسان مرکزی و متعلقات مربوط اشاره نمود و عدم فیلتراسیون هوای تازه از معایب این روش می‌باشد.

## کاربرد فن کویل‌ها
بهترین کاربرد سیستم فن کویل مربوط به مواردی است که بخواهیم درجه حرارت هر فضا به‌طور جداگانه کنترل شود. همچنین با استفاده از سیستم فن کویل از انتقال آلودگی بین اتاق‌ها جلوگیری خواهد شد.
کاربردهای مناسب این سیستم عبارتند از:
هتلها و متلها و ساختمان‌های آپارتمانی و ساختمان‌های اداری.
اگر چه در تعدادی از ساختمان‌های بیمارستانها نیز از سیستم فن کویل استفاده می‌شود ولی این موضوع چندان مناسب نبست زیرا بازده فیلتر هوای فن کویلها کم است و نگهداری و تمیز کردن آن‌ها نیز مشکل خواهد بود.

## مزایای فن کویل
فن کویل‌ها برخلاف سیستم هوارسان، نیاز به کانال کشی ندارند به همین دلیل فضای کمتری را از محیط اشغال می‌کنند.
کنترل این سیستم بسیار ساده‌تر از دیگر تجهیزات سرمایش و گرمایش است و هزینه کمتری را دربردارد.
فن کویل این امکان را فراهم می‌کنند که برای هر بخش و اتاق دمای دلخواه را انتخاب کنیم. ذات مستقل بودن این سیستم‌ها نیز باعث می‌شود تا حین استفاده از آن‌ها، آلودگی اتاق‌ها به یکدیگر انتقال نیابد. از آنجا که می‌توان دمای نقاط مختلف را به دلخواه تغییر داد یا برخی نقاط را خاموش کرد، می‌توان به صورت هدفمند از سرمایش و گرمایش آن‌ها بهره گرفت و از این طریق مصرف انرژی نیز کمتر می‌شود.
از دیگر مزایای آن می توان به سرمایشی و هم گرمایشی بودن آن اشاره کرد. یعنی اینکه دیگر نیازی به تجهیزات مجزا برای سرمایش و گرمایش نیست و تنها کافیست که برای سرمایش، آب سرد در کویل آن جاری گردد و برای گرمایش، آب گرم وارد آن شود. 
همچنین اینکه فن کویل ها دارای فن کوچکی هستند که بسیار کم صدا و به نوعی بی صدا است.